# Рафаэлянц, Арам Назарович
Ара́м Наза́рович Рафаэля́нц (10 апреля 1897, Тифлис — 3 марта 1960, Москва) — советский военный авиационный инженер, военинженер 1 ранга, авиаконструктор и промышленный деятель.

## Биография
Арам Рафаэлянц родился 10 апреля 1897 года в Тифлисе в семье беженцев из Турции, в которой было трое сыновей. Жили очень бедно. Образование смогли обеспечить только младшему — Араму. Он учился в Обществе попечения о детях, в одноклассном городском училище, затем в 1915 году окончил Тифлисское Николаевское 3-е высшее начальное училище, обучение в котором приравнивалось к 4 классам мужской гимназии Министерства народного просвещения. Вечерами он работал помощником шофера у частных владельцев, а потом — в гараже «Красного креста». В 1918 году во время эпидемии сыпного тифа в семье умер отец, а через месяц и мать.

### Становление
Рафаэлянц с юности увлекся самолётами. Несмотря на то, что в Грузии шла Гражданская война, ещё в Тифлисе он несколько раз поступал работать в организации, связанные с авиацией (4-й Кавказский авиаотряд, завод Авиапарк), но межнациональных противоречий его дважды по национальному признаку увольняли с работы. В 1919 году он был вынужден покинуть Грузию и уехать в Армению. Он поступил мотористом в 1-й Авиаотряд Армении в крепости Карс. После того как крепость Карс отошла к Турции, авиаотряд был перебазирован в ту часть Армении, которая стала советской республикой в составе РСФСР. В Ереване Арам встретил подругу детства Софью Агаян, которая во многом повлияла на его убеждения. Софья Григорьевна Агаян, которая тоже была из Тифлиса, к моменту встречи уже состояла в коммунистической партии (большевиков) и была членом женсовета при Центральном комитете Коммунистической партии Армении. Рафаэлянц тоже становится членом ВКП(б) и бойцом Красной Армии.
Впоследствии, в качестве военкома, Рафаэлянц участвовал в возвращении ценностей Эчмиадзина из России в Армению. В 1922 году его командировали в Военно-Воздушную академию РККА им. Н. Е. Жуковского (ВВИА). В Москве он опять встретил С. Г. Агаян, которую прислали на Всероссийское совещание заведующих отделами работниц и крестьянок, и на этот раз их встреча закончилась женитьбой.

### Работа в авиационной промышленности
Во время учёбы в ВВИА Рафаэлянц включился в работу добровольного Военно-научного общества и с его помощью начал постройку авиетки Раф-1. Это был один из самых лёгких самолётов (масса пустого составляла всего 175 кг). В 1925 году самолёт испытал принимавший участие в его постройке лётчик П. А. Вержбицкий. Раф-1 участвовал в III Всесоюзных планёрных соревнованиях в Коктебеле, где продемонстрировал хорошие качества по устойчивости и управляемости. К 5-му курсу Рафаэлянц создал второй самолёт, двухместный Раф-2, в воздух его поднял лётчик Я. М. Садовский.
В 1927 году, получив после окончания академии звание военного инженера-механика воздушного флота, Рафаэлянц работал на заводах № 1, № 25, № 39 на должностях инженера-конструктора, помощника начальника Центрального конструкторского бюро, заместителя директора по вооружению. Был председателем ОСОАВИАХИМа завода № 39. Он разработал проекты самолётов оригинальных схем: самолёта-автомобиля, летающего танка, двухдвигательного пассажирского самолёта с плоским фюзеляжем. В 1931 году по эскизам Рафаэлянца и летчика Б. Л. Бухгольца была произведена модификация самолёта Н. Н. Поликарпова Р-5. Самолёт имел две открытых кабины — одну для лётчика, другую для стрелка. Кабина стрелка была превращена в пассажирскую для двух человек со столиком посередине и багажным отделением. Обе кабины закрывались одним целлулоидным фонарем. Это был первый самолёт-«лимузин» в стране. Испытал самолёт Бухгольц.
В 1933 году Рафаэлянца был переведён в Научно-исследовательский институт Гражданского воздушного флота (НИИ ГВФ) на должность заместителя начальника по опытному самолётостроению и главного конструктора Самолётостроительного конструкторского бюро. Здесь он существенно модифицировал самолёт Р-5 в пассажирский вариант для 4 пассажиров — ПР-5, способный выполнять перевозки в условиях Крайнего Севера. Была улучшена аэродинамика самолёта: громоздкий фюзеляж прямоугольного сечения был заменён на овальный с несущей работающей обшивкой и хорошо обтекаемой поверхностью, верхнее крыло сдвинули назад для улучшения характеристик устойчивости, между нижним крылом и фюзеляжем были установлены зализы, на колёсах — обтекатели. Пилотская и пассажирская кабины стали обогреваться, в них появились вентиляция и освещение, было установлено более совершенное радиооборудование. Испытательный полёт осуществил 18 ноября 1934 года летчик Ю. И. Пионтковский.
В феврале 1935 года по указанию О. Ю. Шмидта ПР-5 с четырьмя пассажирами на борту, ведомый Героем Советского Союза В. С. Молоковым, отправился на остров Диксон для испытания в Арктике. Полёт проходил в марте, в сложных метеорологических условиях, но самолёт благополучно приземлился на острове.
После этого начальник Главного управления ГВФ И. Ф. Ткачёв направил Рафаэлянца главным инженером в Быковские авиаремонтные мастерские ГВФ. Производство мастерских удалось за счет внедрения новых технологий в течение двух лет превратить в современный тогда завод № 241 ГВФ. Это были годы, когда Народный Комиссариат авиационной промышленности (НКАП) не имел возможности уделять достаточного внимания гражданской продукции, и завод уже не только ремонтировал, но и строил самолёты для ГВФ: У-2 в различных вариантах, Р-5 «лимузин». В 1936 году прошёл испытание первый построенный на заводе самолёт ПР-5, поднятый в воздух лётчиком А. С. Шведовским. Завод построил почти 200 самолётов ПР-5, которые многие годы эксплуатировались на линиях Аэрофлота, включая заграничную авиалинию Улан-Удэ — Улан-Батор.
В 1937—1940 годах на заводе № 241 по проектам Рафаэлянца были построены пассажирские самолёты Раф-11 и Раф-11бис.
В феврале 1943 года Рафаэлянц был назначен главным инженером завода № 462, который занимался ремонтом самолётов, повреждённых в боях. Уже через три месяца, в июне 1943 года, по приказу Народного комиссариата авиационной промышленности (НКАП) его направляют уполномоченным НКАП по ремонту материальной части во 2-ю Воздушную армию, в район Курска, где намечалось решающее сражение. Среди самолётов были истребители Як-9, которые имели смешанную конструкцию — силовые элементы из дюраля, а остальное из дерева, фанеры и полотна. Во время боевых вылетов на крыльях истребителей обнаружилось растрескивание обшивки и срывы полотна. На прифронтовые аэродромы срочно были высланы бригады ремонтников.
С января 1944 года Рафаэлянца освобождают от работы уполномоченным НКАП, несколько лет он занимал руководящие инженерные должности на заводах Министерства авиационной промышленности и ГВФ по восстановлению и развитию послевоенной авиационной промышленности. В 1946 году Рафаэлянца направляют в Лётно-исследовательский институт (ЛИИ). Для обеспечения испытаний новейших образцов авиатехники было организовано специальное подразделение для проектирования и производства, состоящее из Конструкторского бюро и Центральных мастерских.
Рафаэлянц работал в этом подразделении с 1948 по 1960 год начальником мастерских, начальником подразделения (1952—1954), начальником КБ. В период работы начальником КБ и ознакомившись с имеющимися в мире экспериментальными аппаратами по исследованию вертикального взлёта и посадки (ВВП), Рафаэльянц предложил создать летающую лабораторию оригинальной конструкции для изучения проблем управления на режимах ВВП.
В 1956 году такой экспериментальный аппарат «Турболёт» был построен в мастерских ЛИИ. Он представлял собой четырёхугольную металлическую ферму, в центре которой вертикально располагался турбореактивный двигатель, к нему примыкали кабина пилота, топливные баки и площадки для приборов. В газовой струе двигателя были установлены газовые рули, а по концам четырёх ферм струйные рули. Доктор технических наук В. Н. Матвеев проанализировал газоструйную систему управления турболётом и одобрил её. В 1958 году «Турболёт» был продемонстрирован на Воздушном параде в Тушино лётчиком Ю. А. Гарнаевым, который принимал участие и в разработке технических требований к компоновке кабины. Для изучения поведения самолёта на переходных режимах разработчики предложили два проекта экспериментальных самолётов такой конструкции, которая могла быть реализована производством ЛИИ.

### Смерть
Арам Назарович Рафаэлянц умер 3 марта 1960 года. Он похоронен на Новодевичьем кладбище (8-й участок) в Москве. Работа по созданию самолётов с ВВП была продолжена в ОКБ имени Яковлева. В результате были созданы самолёты Як-36, Як-38, Як-141.

### Семья
Супруга — С. Г. Агаян, авиационный инженер, член Комитета народного контроля города Москвы. Дочь — А. А. Рафаэлянц-Агаян, авиационный инженер.

## Награды
- Орден Ленина
- Орден Отечественной войны 1 степени
- Орден Трудового Красного Знамени
- Орден «Знак Почёта»
- Медаль «За оборону Москвы»
- Медаль «За доблестный труд в Великой Отечественной войне 1941—1945 гг»
- Медаль «За победу над Германией в Великой Отечественной войне 1941—1945 гг»
- Медаль «800-летия Москвы»

## Память
- Материалы о жизни и профессиональной деятельности Рафаэльянца представлены в ряде музеев, включая: Научно-мемориальный музей им. Н. Е. Жуковского, Музей Военно-Воздушных Сил (где хранится «Турболёт»), Государственный музей Армении, Мемориальный музей космонавтики